# 中ノ峠
中ノ峠（なかのとうげ）は、石川県小松市と白山市の市境にある標高220mの峠。小松市中ノ峠町と白山市三坂町を通る国道360号上の中ノ峠トンネル手前にある。

## 施設
峠の国道360号沿いには1997年（平成9年）4月に小松市が設置した中ノ峠物産販売所がある。中ノ峠物産販売所は住民によって運営され、中ノ峠・嵐町内会が指定管理者になっていた。その後、2024年（令和6年）4月28日からは小松市でジビエの加工販売を行う福岡商会が地元町内会から事業を引き継ぎ、リニューアルオープンすることになった。